# Radio Press
Radio Press è stata una emittente radiofonica in lingua italiana e in lingua sarda campidanese con sede a Cagliari, in Sardegna.

## Storia
Nata il 3 gennaio 1996, su progetto editoriale privato, a cura di un gruppo quattro giornalisti sardi, trasmetteva sugli 88,700 e sui 93,500 MHz della modulazione di frequenza, coprendo la zona della città metropolitana di Cagliari e parte della provincia del Sud Sardegna. A partire dai primi anni 2000 venne attivato anche lo streaming su internet.
È stata chiusa il 31 maggio 2013.

## Programmi
Il palinsesto mattutino era caratterizzato dalle edizioni del notiziario in diretta, in lingua italiana e in sardo campidanese.
La programmazione dava spazio inoltre a trasmissioni originali che si occupavano di approfondire argomenti di informazione, politica, cultura, sport e spettacolo.
Alcune di queste trasmissioni raggiunsero una certa popolarità tanto che, alla chiusura della radio, trovarono accoglienza presso altre emittenti locali e tuttora vanno in onda a cura dei singoli autori, come ad esempio il programma settimanale Mediterradio, in collaborazione con France Bleu RCFM che continua ad andare in onda regolarmente in Corsica sulla stessa emittente e in Italia sulle frequenze regionali sarde e siciliane di Rai Radio 1 dalle sedi di Cagliari e di Palermo.